# Моят живот с моделите
Моят живот с моделите (на английски: I Live With Models) е британски телевизионен ситком, създаден по идея на Джон Фостър и Джеймс Ламонт. Предаването е излъчвано по Comedy Central от 23 февруари до 13 април 2015 г.

## Сюжет
Когато обикновното момче, Томи става известен като модел на ръце, той заживява с трима други модели в апартамент в Маями.

## Герои

### Главни
- Дейвид Хофман в ролята на Томи Бишоп
- Браян Хауи в ролята на Скарлет
- Ребека Райд в ролята на Анна
- Ерик Арагон в ролята на Енрике
- Джоузеф Мей в ролята на Люк

### Второстепенни
- Алекс Бекет в ролята на Сет
- Дейв Фълтън в ролята на Вини
- Дон Макгилврей в ролята на Гъми Джо
- Тео Крос в ролята на Гейб

## Възприемане
Още след премиерата си на 23 февруари 2015 г., шоуто получава предимно негативни коментари. Рейтингът му в IMDb е само 2,7 от 10 звезди.
Поради нарастващите негативни коментари от критици и зрители, шоуто е премахнато от програмата на Comedy Central на 13 април 2015 г. Първият сезон така и не е излъчен изцяло.